# Aspettando Godot (album)
Aspettando Godot è il primo album del cantautore Claudio Lolli pubblicato nel 1972.

## Descrizione
Il primo 33 giri di Lolli venne pubblicato grazie all'interessamento di Francesco Guccini che, dopo aver ascoltato le sue canzoni, decise di presentarlo alla EMI Italiana.
La copertina raffigura una banconota da cinquemila lire di quelle prodotte degli anni dal 1964 al 1971, ma con il volto di Lolli in luogo dell'effige di Cristoforo Colombo e in basso a destra la didascalia: «C. Lolli» al posto di «C. Colombo»; la scritta «CINQVEMILA» infine ha le lettere «EMI» al proprio interno evidenziate con un colore azzurro anziché nero, con riferimento all'etichetta discografica EMI.
La prima edizione dell'album aveva la copertina apribile e senza titoli all'esterno, mentre le successive hanno la copertina a busta singola con titoli e crediti dell'album sul retro, nella zona bianca sulla sinistra della banconota. Le ristampe recano anche la dicitura obbligatoria "FAC SIMILE", assente nella prima edizione.
Le prime copie del disco avevano un altro titolo, Someone Of Us Cannot Be Wrong.

## Tracce
Lato A
Testi e musiche di Claudio Lolli; edizioni musicali Edizioni musicali Belriver.
1. Aspettando Godot – 6:00
2. Borghesia – 5:28
3. Michel – 5:22
4. L'isola verde – 3:43
5. Il tempo dell'illusione – 5:53

Lato B
Testi e musiche di Claudio Lolli; edizioni musicali Belriver.
1. Quelli come noi – 3:53
2. Angoscia metropolitana – 5:36
3. Quello che mi resta – 4:08
4. Quanto amore – 4:04
5. Quando la morte avrà – 4:40

## Formazione
- Claudio Lolli – voce, chitarra
- Marcello Minerbi – tastiere, chitarra, arrangiamenti, direzione archi
- Gigi Rizzi – chitarra elettrica
- Ares Tavolazzi – basso
- Ellade Bandini – batteria